# Dłużyna Dolna
Dłużyna Dolna (německy Nieder Langenau) je polská vesnice nacházející se v Dolnoslezském vojvodství severně od města Zhořelec poblíž hranice s Německem. Je podlouhlého charakteru, většina domů je při silnici číslo 353 vedoucí ze západu na východ. Na východě volně přechází ve vesnici Dłużyna Górna.

## Galerie

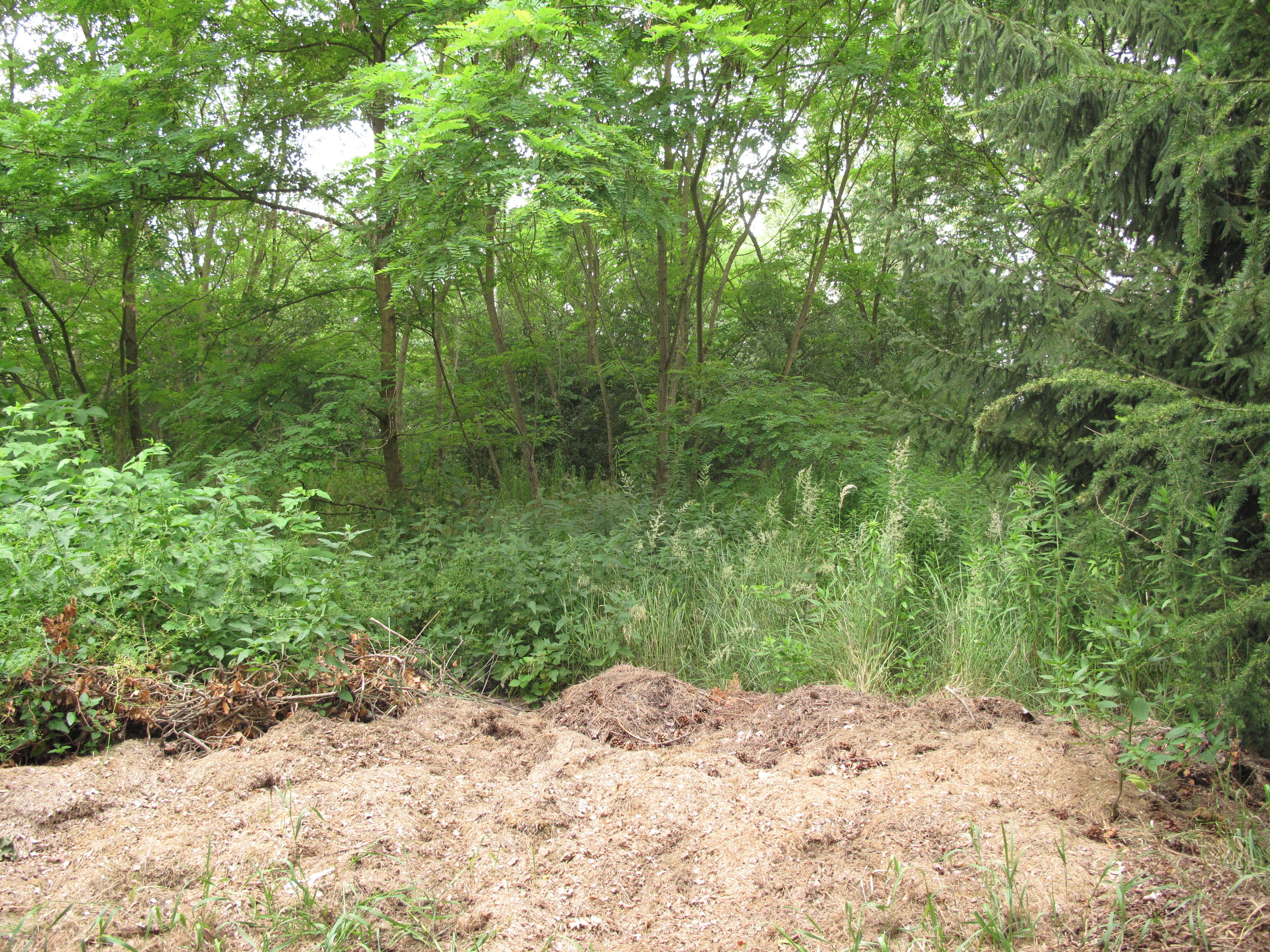
Prostor bývalého hřbitova
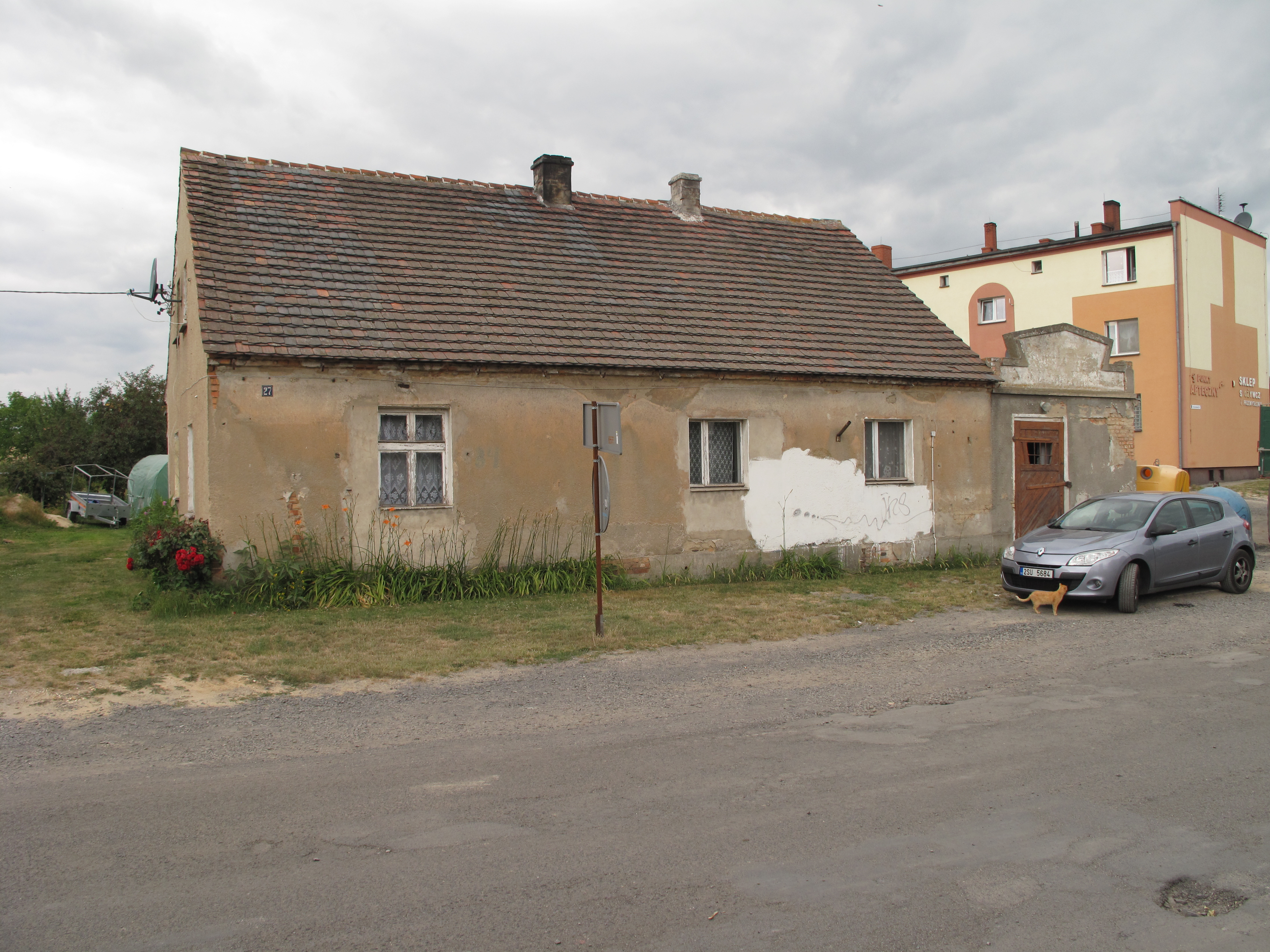
Dům u cesty
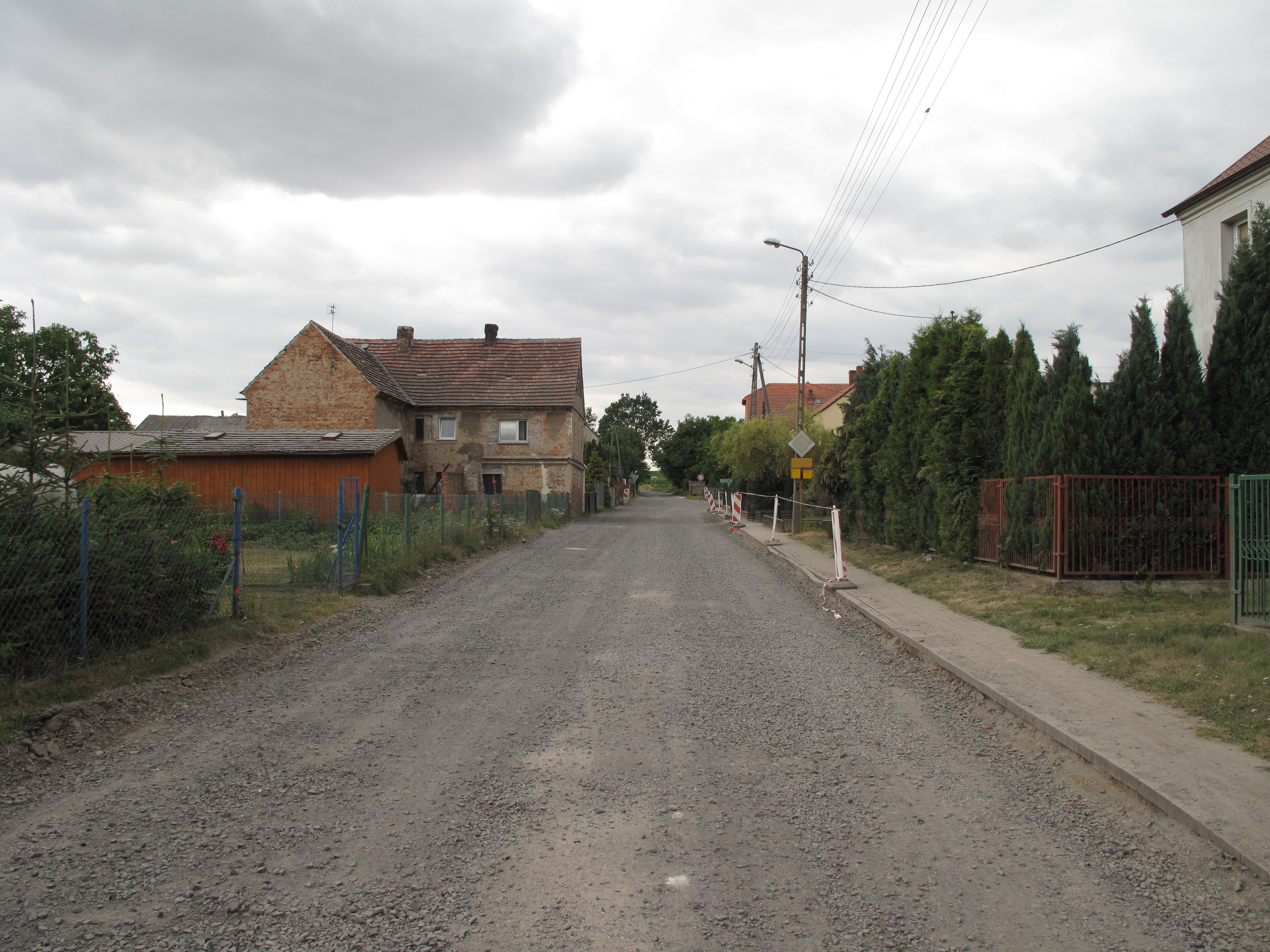
Hlavní silnice přes ves (2019)
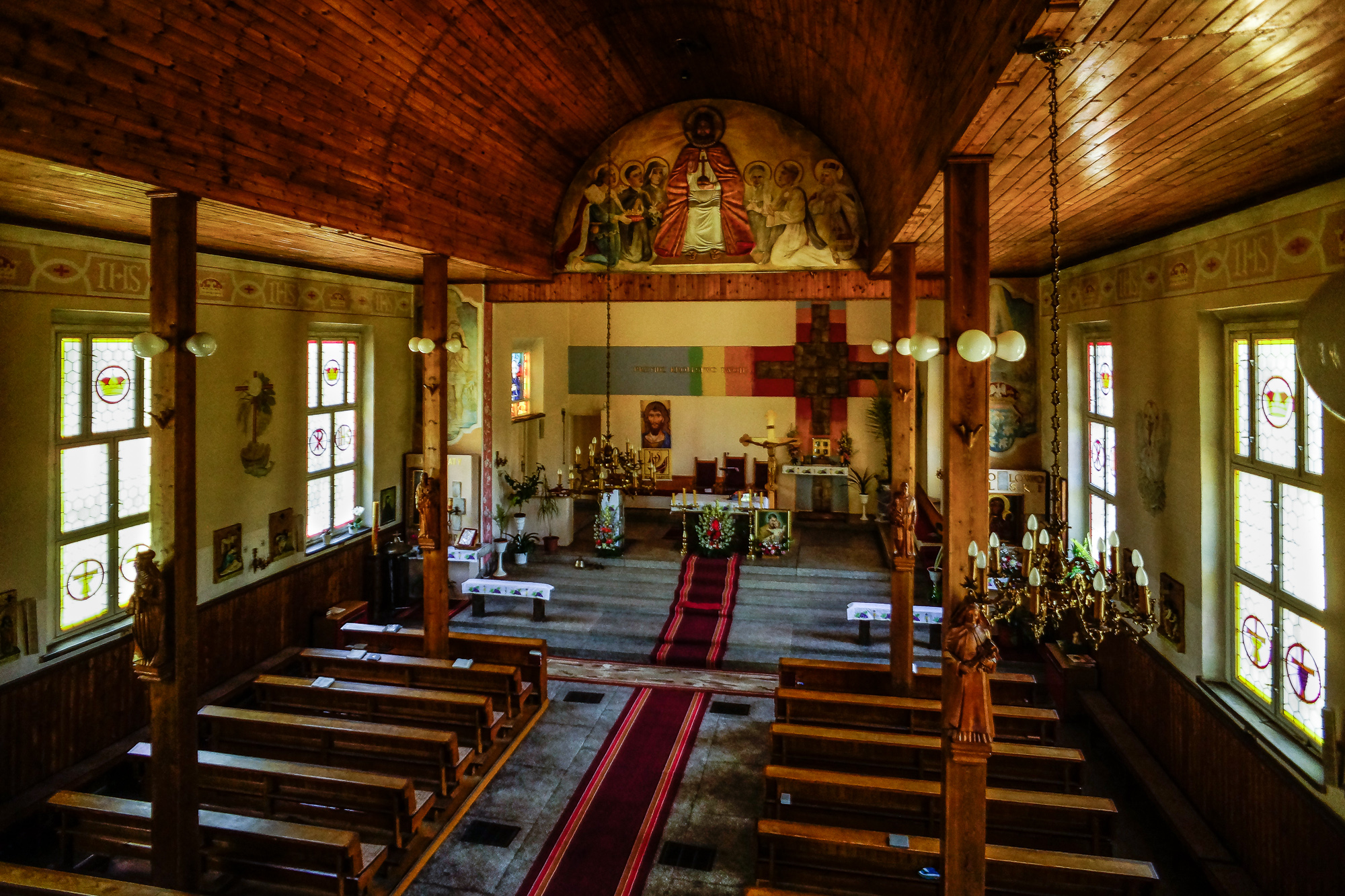
Interiér místního kostela
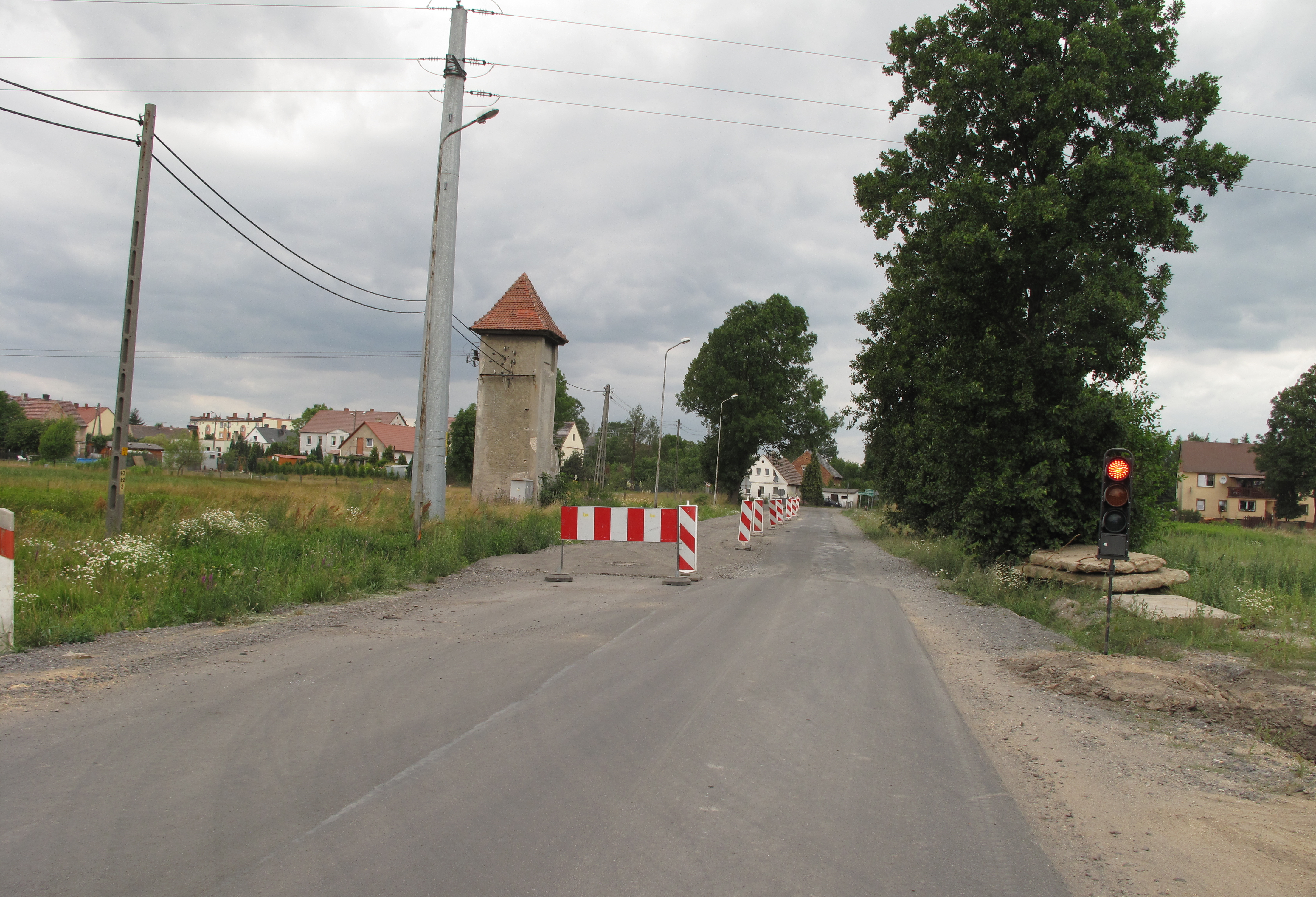
Cesta vsí